# Кіберграйнд
Кіберграйнд (англ. CyberGrind) — один зі стилів Грайндкора (англ. Grindcore), який був створений на початку 2000-го року. Більшість людей не признають кібер-грайнд, через специфічне звучання, тому і цей стиль Грайндкора залишився андерграундним. Виконавці кібер-грайнду використовують гітари, барабани, бас-гітари які створені комп'ютером чи драм-машиною. Вокал змінений до невпізнанності програмами редагування звуків чи звукових записів. Деякі групи чи виконавці кібер-грайнду використовують комп'ютер для створення гібридів Грайндкора й електронної техно-музики (кібер-техно-грайнд) з використовуванням різних звуків, технобітами, семплами тощо. Також, виконавці створюють кавери на різні пісні в стилі кібер-грайнд.